# Essvikevatten
Essvikevatten är en sjö i Uddevalla kommun i Bohuslän och ingår i Bäveån-Örekilsälvens kustområde. Sjön är 7,5 meter djup, har en yta på 0,037 kvadratkilometer och är belägen 9 meter över havet.